# Entalpie de dizolvare
Entalpia de dizolvare este schimbarea de entalpie la dizolvarea unui compus chimic intr-un solvent, de obicei apa. Se exprimă intensiv prin raportare la cantitatea de substanță dizolvată.
Formarea unei soluții diluate ideale prin dizolvare are o entalpie de dizolvare egală entalpiei (căldurii latente) de topire . 
Variantele de exprimare pentru entalpia de dizolvare sunt date de raportul cantităților (numere de moli) solut-solvent și anume forma diferențială și cea integrală.

## Exprimare sub formă diferențială și integrală
Forma diferențială e:
{\displaystyle {\begin{aligned}\ \ \ \ \ \ \ \ \Delta _{diz}^{d}H=\left({\frac {\partial \Delta _{diz}H}{\partial n_{i}}}\right)_{T,p,n_{B}}\end{aligned}}}
unde ni e cantitatea de solut dizolvat, exprimată prin unitatea (k)mol.
Entalpia integrală de dizolvare este asociată obținerii unei soluții de o anumită concentrație finală. Modificarea entalpiei în cursul acestui process e raportată la numărul de moli de solut:
{\displaystyle {\begin{aligned}\ \ \ \ \ \ \ \ \Delta _{diz}^{i}H={\frac {\Delta _{diz}H}{n_{B}}}\end{aligned}}}
Între căldurile integrale de dizolvare la două concentrații diferite diferența e căldura intermediară de diluare raportată la un mol de solut. Diluarea unei soluții de la o anumită concentrație la o soluție în care cantitatea de solut tinde la zero (așa-numita diluție infinită) este asociată cu căldura integrală de diluare.

## Dizolvarea electroliților
Pentru dizolvarea electroliților entalpia de dizolvare include derivata cu temperatura a mărimii permitivitate relativă și coeficient de activitate termodinamică:
{\displaystyle H_{d}=\sum _{i}\nu _{i}RT\ln \gamma _{i}\left(1+{\frac {T}{\epsilon }}{\frac {\partial \epsilon }{\partial T}}\right)}